# 杉本亮
杉本 亮（すぎもと りょう、1976年 - ）は、日本の美術監督。

## 略歴
【株式会社ROJI 代表取締役】 1997年、美術助手としてプロダクションデザイナー種田陽平、 原田満生に師事。映画『亡国のイージス』『東京タワー 〜オカンとボクと、時々、オトン〜』などでセットデザイナー経て、2007年阪本順治監督作品 映画『カメレオン』で初のプロダクションデザイナー(美術監督)として参加。李相日監督 映画『悪人』『許されざる者』にて日本アカデミー賞優秀美術賞を受賞。2019年には『 三井住友カード株式会社「Thinking Manシリーズ」』にて「2019 59th ACC TOKYO CREATIVE AWARD」クラフト賞を受賞。近年の活動は、永井聡監督『恋は雨上がりのように』(2018.5公開)、陳思誠監督『唐人街探偵 東京MISSION|唐人街探案3』(2020.1公開)、大友啓史監督『影裏』（2020.2公開）三谷幸喜監督『誰かが、見ている』（2020.9配信）土井裕泰監督『花束みたいな恋をした』（2021.1公開）永井聡監督『キャラクター』（2021.6公開）等がある。その他、CF、PV、インテリアデザイン等、幅広い分野で活躍中。

## 沿革
- 2021年9月　映像美術デザイン会社『株式会社ROJI』を設立。

## 作品経歴

### 映画
- 2021年『キャラクター』永井聡 監督 / 製作会社：フジテレビジョン・東宝映画 / 美術デザイナー
- 2021年『花束みたいな恋をした』土井裕泰 監督 / 制作会社：リトルモア・フィルムメーカーズ株式会社 / 美術デザイナー
- 2020年『誰かが、見ている』三谷幸喜 監督 / 制作会社：ギークサイト・ギークピクチュアズ / 美術デザイナー
- 2020年『影裏』大友啓史 監督 / 制作会社：リトルモア・フィルムメーカーズ株式会社 / プロダクションデザイナー
- 2020年『唐人街探偵 東京MISSION』陳思誠 監督 / 製作会社：Wanda Media・ワーナー・ブラザース / プロダクションデザイナー
- 2018年『ファンキー』石井裕也 (映画監督) 監督 / プロダクションデザイナー
- 2018年『恋は雨上がりのように』永井聡 監督 / プロダクションデザイナー / 制作会社：東宝映画・AOI Pro.
- 2017年『ブルーハーツが聴こえる 1001のバイオリン』李相日 監督 / プロダクションデザイナー
- 2017年『AMY SAID』村本大志 監督 / プロダクションデザイナー
- 2016年『世界から猫が消えたなら#映画』 永井聡 監督 / 美術デザイナー / 制作会社：東宝映画・AOI Pro.
- 2013年『青天の霹靂』 劇団ひとり 監督 / 美術デザイナー / 製作会社：株式会社ドラゴンフライエンタテインメント
- 2012年『許されざる者』 李相日 監督 / 美術デザイナー / 制作会社：日活・株式会社オフィス・シロウズ
- 2011年『外事警察 その男に騙されるな』 堀切園健太郎 監督 / 美術デザイナー / 制作会社：NHKエンタープライズ
- 2011年『モンスターズクラブ』 豊田利晃 監督 / 美術デザイナー / 制作会社：ギークピクチュアズ
- 2010年『悪人』 李相日 監督 / 美術デザイナー / 制作会社：東宝映画
- 2010年『まほろ駅前多田便利軒』 大森立嗣 監督 / セットデザイナー / 制作会社：リトルモア・フィルムメーカーズ株式会社
- 2009年『ケンタとジュンとカヨちゃんの国』 大森立嗣 監督 / 美術デザイナー / 制作会社：リトルモア・フィルムメーカーズ株式会社
- 2008年『ウルトラミラクルラブストーリー』 横浜聡子 監督 / 美術デザイナー / 制作会社：リトルモア・フィルムメーカーズ株式会社
- 2008年『ナイト・トーキョー・デイ』 イザベル・コイシェ 監督 / プロダクションデザイナー / 制作会社：トゥエンティ・ファースト・シティ株式会社
- 2007年『カメレオン』 阪本順治 監督 / 美術デザイナー / 制作会社：セントラル・アーツ
- 2007年『BABEL』 アレハンドロ・ゴンサレス・イニャリトゥ 監督 / アートディレクター / 制作会社（日本編）：AOI Pro.
- 2003年『ロスト・イン・トランスレーション』 ソフィア・コッポラ 監督 / アシスタントアートディレクター / 配給：東北新社
- ファーストキス 1ST KISS（2025年）

### CM・PV
- 三井住友カード株式会社「Thinking Manシリーズ」 / トヨタ自動車株式会社 / アサヒ飲料株式会社 / 株式会社ジャパンゲートウェイ / 株式会社NTTドコモ 他多数

### STORE
- Bar Salon de Shimaji（Bar / 港区西麻布） / デザイナー
- Bar El Laguito（エルラギート）（Bar / 新宿区荒木町 / 四谷三丁目） / デザイナー
- Bar 縁（Bar / 練馬区北町） / デザイナー
- Bar DICE（バー ダイス）（Bar / 中央区銀座） / デザイナー
- STAR BAR（Bar / 中央区銀座） / デザイナー
- BILLY（Bar / 新宿区荒木町 / 新宿ゴールデン街） / デザイナー
- Ne Plus Ultra（ネ・プラス ウルトラ） 銀座店（Bar / 中央区銀座） / デザイナー
- BAR 十佐近（Bar / 神奈川県相模原市南区） / デザイナー
- BAR・歯車（Bar / 新宿区若宮町 / 神楽坂） / デザイナー
- Bar La Hulotte（バー・ラ・ユロット）（Bar / 港区元麻布） / デザイナー
- 魚河岸ごはん とときち（和食 / 新宿区新宿三丁目 ） / デザイナー
- Ne Plus Ultra（ネ・プラス ウルトラ） 六本木店 （Bar / 港区六本木） / デザイナー
- 2nd ル・パラン（Bar / 新宿区新宿三丁目） / アシスタントデザイナー
- Wine Bar Fleur Blanc（フルールブラン）（Wine Bar / 新宿区新宿三丁目） / アシスタントデザイナー

## 受賞歴
- 2019年『 三井住友カード「Thinking Manシリーズ」』第59回ACC TOKYO CREATIVE AWARD クラフト賞受賞
- 2014年『許されざる者』 第37回日本アカデミー賞 優秀美術賞
- 2013年『許されざる者』 第56回アジア太平洋映画祭 最優秀美術賞ノミネート
- 2011年『悪人』 第34回日本アカデミー賞 優秀美術賞[1]
- 2007年『BABEL』 Art Directors Guild 最優秀賞美術賞ノミネート